# 藤井響樹
藤井 響樹（ふじい ひびき）は、テレビユー山形 (TUY) のアナウンサー。

## 来歴
東京都葛飾区出身。東洋大学経営学部を卒業した。大学を卒業後の2024年、テレビユー山形に入社した。同年5月から同局の番組に出演している。

## 人物
趣味・特技は、野球(ポジションはピッチャーと外野)。好きなタレントは、オードリー、ハライチ、武井壮、菅井友香、池田瑛紗。好きな食べ物は、甘いもの全般（特に抹茶系）。好きな映画は、「ルディ/涙のウイニング・ラン」、「心が叫びたがってるんだ。」、「秒速5センチメートル」。
目標は「人の心に寄り添うことの出来るアナウンサー」になること。
学生時代に教育免許を取得している（中学・社会、高校・地理歴史、公民、商業）。

## 担当番組
- Nスタやまがた（金曜キャスター）
- どすコイ やまがた - MC